# Agglomeration Berlin
| Karte                             | Karte                                                        |
| Metropolregion Berlin-Brandenburg | Metropolregion Berlin-Brandenburg                            |
| --------------------------------- | ------------------------------------------------------------ |
| Bundesländer                      | Berlin (vollständig), Brandenburg (teilweise)                |
| Fläche                            | 3.743,21 km²                                                 |
| Einwohner                         | 4.708.944 (31. Dezember 2023)                                |
| Bevölkerungsdichte                | 1258 Einwohner/km²                                           |
| administrative Gliederung         | 2 kreisfreie Städte, 49 kreisangehörige Städte und Gemeinden |

Die Agglomeration Berlin (auch: der Ballungsraum Berlin) besteht aus der Stadt Berlin und ihrem direkten Umland. Die Länder Berlin und Brandenburg verstehen sie auch als offizielle Planungsregion. Kennzeichnend für diese Agglomeration ist eine stark disparitäre Siedlungsstruktur. Im dünner besiedelten Raum konzentriert sich die Bevölkerung vor allem an den Strecken des S-Bahn-Netzes und anderen Bahnstrecken.
Mit ca. 4,7 Millionen Einwohnern (Stand: 31. Dezember 2023) ist sie nach dem Ruhrgebiet und dem Bereich Köln-Düsseldorf die einwohnerstärkste deutsche Agglomeration; rund 78 % ihrer Bewohner leben in der Stadt Berlin. Der Teil der Agglomeration außerhalb des Stadtgebiets von Berlin wird häufig auch als Berliner Umland oder umgangssprachlich Berliner Speckgürtel bezeichnet.

## Geschichte
Seit dem Inkrafttreten des Landesentwicklungsplans 2007 am 1. Februar 2008 und des Landesentwicklungsplans Berlin-Brandenburg (LEP B-BB) am 15. Mai 2009 gibt es den Begriff Stadt-Umland-Zusammenhang Berlin-Potsdam für das Gebiet bestehend aus Berlin, Potsdam und den umliegenden Gemeinden.

## Struktur
Die Region ist durch starke räumliche Disparitäten gekennzeichnet. So ist Berlin in seiner Funktion als Bundeshauptstadt und metropolitanes Zentrum der Region von einem suburbanen Verdichtungsraum mit teilweise ländlichem Charakter umgeben. Die brandenburgische Landeshauptstadt Potsdam ist die einzige Großstadt im Berliner Umland. In Berlin und Potsdam leben mehr als 82 % der Gesamtbevölkerung der Agglomeration. In der Peripherie prägen vor allem Stadtrandsiedlungen, Klein- und Mittelstädte die Siedlungsstruktur.

## Abgrenzung

Wichtigste Orte in der Agglomeration (Ober- und Mittelzentren)

Bevölkerungsdichte in der Metropolregion Berlin/Brandenburg (Ortsteile Berlin und Gemeinden)

Das als Stadt-Umland-Zusammenhang Berlin-Potsdam bezeichnete Gebiet besteht aus der Stadt Berlin und 50 weiteren Städten und Gemeinden des angrenzenden Umlands, die im Landesentwicklungsplan Berlin-Brandenburg vom 31. März 2009 festgelegt sind. Der Stadt-Umland-Zusammenhang hat eine Bevölkerung von 4,71 Millionen Einwohnern (Stand: 31. Dezember 2023) auf einer Fläche von 3743,21 km². Die Bevölkerungsdichte beträgt 1258 Einwohner pro Quadratkilometer. Das Gebiet hat einen Radius von rund 35 Kilometern und weist eine wachsende Bevölkerungsentwicklung auf. Außerhalb der Stadt Berlin leben dort etwa eine Million Einwohner auf einem Gebiet von 2875 km². Im Einzelnen gehören die folgenden Städte und Gemeinden zum Stadt-Umland-Zusammenhang (Daten vom 31. Dezember 2023):
| Gemeinde               | Landkreis          | Einw.     | km²      | Einw./km² |
| ---------------------- | ------------------ | --------- | -------- | --------- |
| Potsdam                | kreisfreie Stadt   | 184.290   | 187,52   | 983       |
| Brieselang             | Havelland          | 13.109    | 44,39    | 295       |
| Dallgow-Döberitz       | Havelland          | 10.844    | 65,96    | 164       |
| Falkensee              | Havelland          | 44.839    | 43,30    | 1.036     |
| Schönwalde-Glien       | Havelland          | 10.557    | 96,64    | 109       |
| Wustermark             | Havelland          | 11.043    | 52,64    | 210       |
| Birkenwerder           | Oberhavel          | 7.923     | 18,10    | 438       |
| Glienicke/Nordbahn     | Oberhavel          | 12.039    | 4,60     | 2.617     |
| Hennigsdorf            | Oberhavel          | 26.782    | 31,29    | 856       |
| Hohen Neuendorf        | Oberhavel          | 26.719    | 48,10    | 555       |
| Leegebruch             | Oberhavel          | 6.773     | 6,44     | 1.052     |
| Mühlenbecker Land      | Oberhavel          | 15.215    | 52,34    | 291       |
| Oberkrämer             | Oberhavel          | 12.062    | 103,26   | 117       |
| Oranienburg            | Oberhavel          | 48.844    | 161,81   | 302       |
| Velten                 | Oberhavel          | 12.734    | 23,34    | 546       |
| Ahrensfelde            | Barnim             | 14.168    | 57,74    | 245       |
| Bernau bei Berlin      | Barnim             | 44.327    | 103,73   | 427       |
| Panketal               | Barnim             | 21.192    | 25,82    | 821       |
| Wandlitz               | Barnim             | 24.358    | 162,86   | 150       |
| Werneuchen             | Barnim             | 9.176     | 116,32   | 79        |
| Altlandsberg           | Märkisch-Oderland  | 9.640     | 106,23   | 91        |
| Fredersdorf-Vogelsdorf | Märkisch-Oderland  | 14.558    | 16,39    | 888       |
| Hoppegarten            | Märkisch-Oderland  | 18.300    | 31,89    | 574       |
| Neuenhagen bei Berlin  | Märkisch-Oderland  | 19.163    | 19,63    | 976       |
| Petershagen/Eggersdorf | Märkisch-Oderland  | 15.438    | 17,60    | 877       |
| Rüdersdorf bei Berlin  | Märkisch-Oderland  | 15.765    | 70,13    | 225       |
| Strausberg             | Märkisch-Oderland  | 27.497    | 67,77    | 406       |
| Erkner                 | Oder-Spree         | 11.651    | 16,59    | 702       |
| Gosen-Neu Zittau       | Oder-Spree         | 3.252     | 15,08    | 216       |
| Grünheide (Mark)       | Oder-Spree         | 8.983     | 125,96   | 71        |
| Schöneiche bei Berlin  | Oder-Spree         | 13.043    | 16,64    | 784       |
| Woltersdorf            | Oder-Spree         | 8.372     | 9,12     | 918       |
| Eichwalde              | Dahme-Spreewald    | 6.383     | 2,80     | 2.280     |
| Königs Wusterhausen    | Dahme-Spreewald    | 38.949    | 95,84    | 406       |
| Mittenwalde            | Dahme-Spreewald    | 9.926     | 98,48    | 101       |
| Schönefeld             | Dahme-Spreewald    | 19.040    | 81,59    | 233       |
| Schulzendorf           | Dahme-Spreewald    | 9.430     | 9,10     | 1.036     |
| Wildau                 | Dahme-Spreewald    | 10.501    | 9,10     | 1.154     |
| Zeuthen                | Dahme-Spreewald    | 11.456    | 12,65    | 906       |
| Blankenfelde-Mahlow    | Teltow-Fläming     | 29.208    | 54,89    | 532       |
| Großbeeren             | Teltow-Fläming     | 9.483     | 51,91    | 183       |
| Ludwigsfelde           | Teltow-Fläming     | 29.150    | 109,32   | 267       |
| Rangsdorf              | Teltow-Fläming     | 11.822    | 33,73    | 350       |
| Kleinmachnow           | Potsdam-Mittelmark | 19.299    | 11,94    | 1.616     |
| Michendorf             | Potsdam-Mittelmark | 13.635    | 68,51    | 199       |
| Nuthetal               | Potsdam-Mittelmark | 9.317     | 47,56    | 196       |
| Schwielowsee           | Potsdam-Mittelmark | 10.665    | 58,16    | 183       |
| Seddiner See           | Potsdam-Mittelmark | 4.754     | 23,98    | 198       |
| Stahnsdorf             | Potsdam-Mittelmark | 15.997    | 49,09    | 326       |
| Teltow                 | Potsdam-Mittelmark | 27.408    | 21,54    | 1.272     |
| Werder (Havel)         | Potsdam-Mittelmark | 26.951    | 116,02   | 232       |
| Berliner Umland        | Berliner Umland    | 1.046.563 | 2.875,44 | 364       |

Der restliche Teil des Landes Brandenburg wird als „weiterer Metropolenraum“ bezeichnet, ist aber mit einer Fläche von 26.627,15 km² und nur 1,53 Millionen Einwohnern wesentlich ländlicher strukturiert und teils von Wanderungsverlusten gekennzeichnet. Mit 57 Einwohnern pro Quadratkilometer ist der weitere Metropolenraum eine der am dünnsten besiedelten Regionen in Deutschland.

## Bevölkerungsentwicklung
| Datum      | Einwohner |
| ---------- | --------- |
| 31.12.2003 | 4.233.792 |
| 31.12.2004 | 4.245.868 |
| 31.12.2005 | 4.264.910 |
| 31.12.2006 | 4.283.206 |
| 31.12.2007 | 4.303.790 |
| 31.12.2008 | 4.326.745 |
| 31.12.2009 | 4.343.821 |
| 31.12.2010 | 4.368.217 |
| 31.12.2011 | 4.229.042 |
| 31.12.2012 | 4.285.902 |
| 31.12.2013 | 4.341.592 |
| 31.12.2015 | 4.469.439 |
| 31.12.2018 | 4.628.850 |
| 31.12.2019 | 4.666.175 |
| 31.12.2020 | 4.672.468 |
| 31.12.2021 | 4.690.363 |
| 31.12.2022 | 4.768.142 |
| 31.12.2023 | 4.708.944 |

Das Bevölkerungswachstum der Agglomeration betrug im Jahr 2019 ca. 0,6 %.

## Weitere Raumabgrenzungen

### Groß-Berlin
Die frühere Stadt Berlin wurde 1920 per Gesetz mit verschiedenen benachbarten Städten, Landgemeinden und Gutsbezirken zur Einheitsgemeinde Groß-Berlin vereinigt, das die heutige Stadt Berlin bezeichnet. Durch kleinere Gebietsaustausche hat sich das Stadtgebiet, ungeachtet der Teilung in Ost- und West-Berlin während der Zeit der deutschen Teilung, seitdem nur noch geringfügig geändert.

### „Berliner Ring“
Innerhalb der Autobahn „Berliner Ring“ leben auf einer Fläche von rund 2150 km² rund 4,1 Millionen Menschen (Bevölkerungsdichte: ca. 1900 Einwohner pro km²).

### Ballungsraum
Die BIK Aschpurwis + Behrens GmbH versteht in ihrer räumlichen Gliederungssystematik (BIK-Regionen) auf der Datengrundlage der sozialversicherungspflichtig Beschäftigten unter dem Ballungsraum Berlin folgendes Gebiet: Berlin mit den o. g. Umlandgemeinden, allerdings ohne Strausberg, Mittenwalde, Nuthetal, Michendorf, Schwielowsee, Potsdam und Werder (Havel), aber einschließlich Höhenland. Auf einer Fläche von 3333 km² leben dort 4,09 Millionen Menschen. Einschließlich der Potsdamer Stadtregion (Potsdam, Werder, Schwielowsee, Michendorf, Nuthetal, Beelitz und Seddiner See) beträgt die Fläche 3946 km², die Einwohnerzahl 4,32 Millionen.

### Engerer Verflechtungsraum
Bis 2007 verstand man unter der Metropolregion Berlin den „Engeren Verflechtungsraum“, bestehend aus Berlin, dessen unmittelbarem Umland sowie zusätzlich den daran angrenzenden Gemeinden Ketzin/Havel, Nauen, Kremmen, Fürstenwalde/Spree, Rauen, Spreenhagen, Heidesee, Bestensee, Zossen, Trebbin, Seddiner See, Beelitz und Groß Kreutz (Havel). Es handelt sich um ein Gebiet aus 64 Gemeinden (einschließlich Berlin), in dem insgesamt 4,47 Millionen Einwohner auf einer Fläche von 5320 km² leben. Durch das Inkrafttreten des Landesentwicklungsplans 2007 am 1. Februar 2008 und des Landesentwicklungsplans Berlin-Brandenburg (LEP B-BB) am 15. Mai 2009 spielt der „Engere Verflechtungsraum“ in den offiziellen Planungen keine Rolle mehr, weder in seiner Begrifflichkeit noch in seiner Ausdehnung und wurde durch den enger gefassten „Stadt-Umland-Zusammenhang Berlin-Potsdam“ ersetzt.

### Großstadtregion
Das Bundesinstitut für Bau-, Stadt- und Raumforschung (BBSR) unterteilt Großstadtregionen in die vier Kategorien Zentrum, Ergänzungsgebiet zum Zentrum, Engerer Pendlerverflechtungsraum und Weiterer Pendlerverflechtungsraum. Die Einteilung erfolgt auf Basis von Gemeindeverbänden (in Brandenburg Ämter genannt) je nach Pendleraufkommen. Im Falle Berlins zählen zum Ergänzungsgebiet Panketal, Eichwalde, Schönefeld, Schulzendorf, Wildau, Zeuthen, Falkensee, Fredersdorf-Vogelsdorf, Hoppegarten, Neuenhagen bei Berlin, Petershagen/Eggersdorf, Glienicke/Nordbahn, Hennigsdorf, Erkner, Schöneiche bei Berlin, Woltersdorf, Kleinmachnow, Teltow und Großbeeren (insgesamt 1325 km² Fläche und 3,71 Millionen Einwohner).
Der engere Pendlerverflechtungsraum Berlins (einschl. Potsdam) entspricht im Wesentlichen den Grenzen des o. g. engeren Verflechtungsraums, nur ohne die amtsfreien Städte/Gemeinden Fürstenwalde/Spree, Zossen und Groß Kreutz (Havel) (Fläche: 4971 km², Bevölkerung: 4,42 Millionen). Die letzteren drei Gemeinden sowie die Ämter Biesenthal-Barnim, Schenkenländchen, Friesack, Märkische Schweiz, Gransee und Gemeinden, Scharmützelsee, Brück, Niemegk und die amtsfreien Städte/Gemeinden Müncheberg, Liebenwalde, Löwenberger Land, Zehdenick, Storkow (Mark), Bad Belzig, Treuenbrietzen, Am Mellensee, Baruth/Mark, Jüterbog, Luckenwalde und Nuthe-Urstromtal gehören zum weiteren Pendlerverflechtungsraum (Fläche: 9452 km², Bevölkerung: 4,65 Millionen).

### Größere Stadtregion
Die „Größere Stadtregion“ (englisch: Larger Urban Zone – Definition nach Eurostat) beinhaltet die Stadt Berlin, die angrenzenden Landkreise Barnim, Dahme-Spreewald, Havelland, Märkisch-Oderland, Oberhavel, Oder-Spree, Potsdam-Mittelmark und Teltow-Fläming sowie die kreisfreie Stadt Potsdam. Da Eurostat die Region anhand des Pendleraufkommens (über 10 %) auf Kreisebene eingrenzt, sind auch hauptstadtferne Gemeinden der Landkreise im Gebiet enthalten, während jedoch die näher gelegenen kreisfreien Städte Brandenburg an der Havel und Frankfurt (Oder) zwei Enklaven auf dem Gebiet der Region darstellen. Das Gebiet umfasst eine Fläche von 17.385 km² und eine Einwohnerzahl von 5,0 Millionen.

### Agglomerationsraum
Im Gegensatz zur Stadtregion nach Eurostat sind die beiden Städte Brandenburg an der Havel und Frankfurt (Oder) als westliche und östliche Begrenzung im Agglomerationsraum Berlin nach der Klassifizierung des BBSR enthalten. Dementsprechend beträgt die Fläche 17.762 km² und die Einwohnerzahl 5,13 Millionen.

### Metropolregion
Die Metropolregion Berlin-Brandenburg, auch Hauptstadtregion Berlin-Brandenburg genannt, umfasst die Bundesländer Berlin und Brandenburg und weist bei einer Fläche von 30.370,36 km² eine Einwohnerzahl von 6.195.159 (Stand: 31. Dezember 2020) auf. Mit 204 Einwohnern pro Quadratkilometer liegt die Bevölkerungsdichte leicht unterhalb des Bundesdurchschnitts von 232.

### Übersicht der Raumabgrenzungen
| Bezeichnung                       | Bevölkerung (2015) | Fläche        | Einwohnerdichte | Verwendung         |
| --------------------------------- | ------------------ | ------------- | --------------- | ------------------ |
| Stadt Berlin                      | 3.520.031          | 891,75 km²    | 3948            | amtliche Statistik |
| Zentrum mit Ergänzungsgebiet      | 3.713.636          | 1.325,25 km²  | 2802            | BBSR               |
| Ballungsraum (ohne Potsdam)       | 4.092.082          | 3.332,63 km²  | 1228            | BIK                |
| Ballungsraum (mit Potsdam)        | 4.324.045          | 3.946,26 km²  | 1096            | BIK                |
| Stadt-Umland-Zusammenhang         | 4.469.439          | 3.743,21 km²  | 1194            | amtliche Statistik |
| Engerer Pendlerverflechtungsraum  | 4.415.719          | 4.971,31 km²  | 888             | BBSR               |
| Weiterer Pendlerverflechtungsraum | 4.649.700          | 9.380,78 km²  | 496             | BBSR               |
| Größere Stadtregion               | 5.005.216          | 17.385,19 km² | 288             | Eurostat           |
| Agglomerationsraum                | 5.134.266          | 17.761,60 km² | 289             | BBSR               |
| Metropolregion                    | 6.004.857          | 30.370,36 km² | 198             | amtliche Statistik |